# Crisis salina del Messiniense

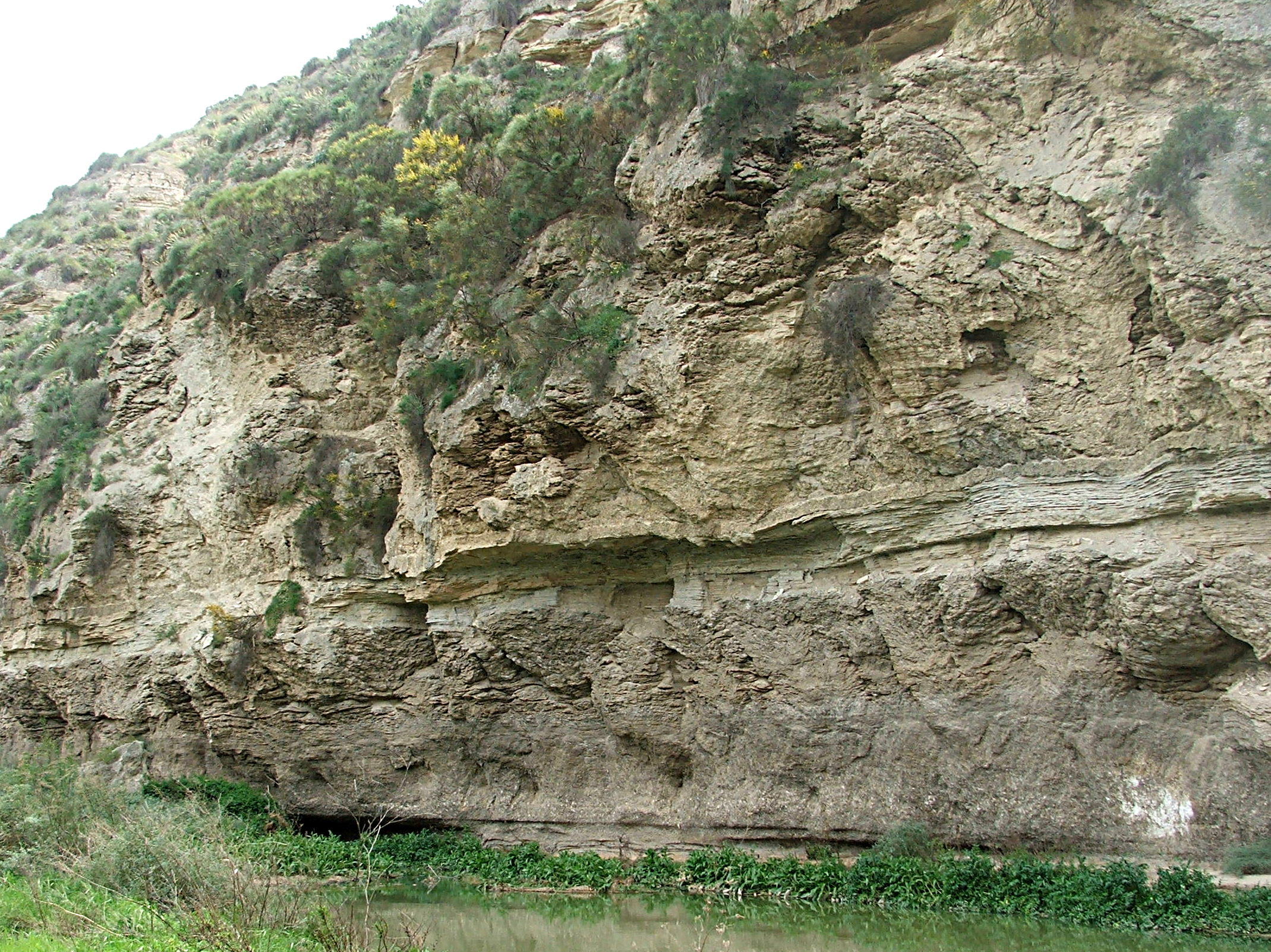
Depósitos de yeso en el karst en yesos de Sorbas, Almería, de unos dos metros de espesor. Cada metro de agua marina puede depositar aproximadamente un milímetro de yeso al evaporarse. Los depósitos están formados directamente sobre el fondo marino anterior a la crisis salina y cubiertos por arcillas.

La crisis salina del Messiniense fue un evento en la historia geológica del Mediterráneo caracterizado por una acumulación masiva de sal en su fondo y que probablemente incluyó un periodo de desecación casi completa. Ocurrió hace entre 5,96 y 5,33 millones de años, durante la edad Messiniense, como consecuencia de la desconexión marina con el océano Atlántico. Su nombre deriva de la edad Messiniense, que a su vez fue nombrada por la ciudad siciliana de Mesina, en la que pueden visitarse espectaculares yacimientos de la sal depositada durante la crisis, que han sido posteriormente levantados por encima del nivel del mar por la deformación tectónica.
La evaporación en el Mediterráneo supera la precipitación recogida por los ríos que en él drenan, por lo que la reducción del intercambio de agua con el Atlántico a través de la conexión del Rif hace 5,96 Ma y su clausura completa hace 5,59 Ma causó una rápida caída del nivel del mar Mediterráneo al cancelarse el aporte de agua que actualmente proviene del Atlántico. Esta evaporación produjo la deposición de grandes cantidades de sal en el fondo marino.
La crisis salina terminó con la inundación de enormes dimensiones del Mediterráneo por aguas Atlánticas hace unos 5,33 Ma, a través de un paso abierto en el actual estrecho de Gibraltar.

## Nomenclatura y primera evidencia
En el siglo XIX, el geólogo y paleontólogo suizo Karl Mayer-Eymar (1826-1907) estudió fósiles incrustados entre capas de sedimentos de agua dulce, salobres y que contienen yeso, y los identificó como depositados justo antes del final del Mioceno. En 1867, nombró al período Messiniense en honor a la ciudad de Messina en Sicilia, Italia. Desde entonces, varias otras capas de evaporita ricas en sal y yeso en toda la región mediterránea se han fechado en el mismo período.

## Posibles causas de su inicio

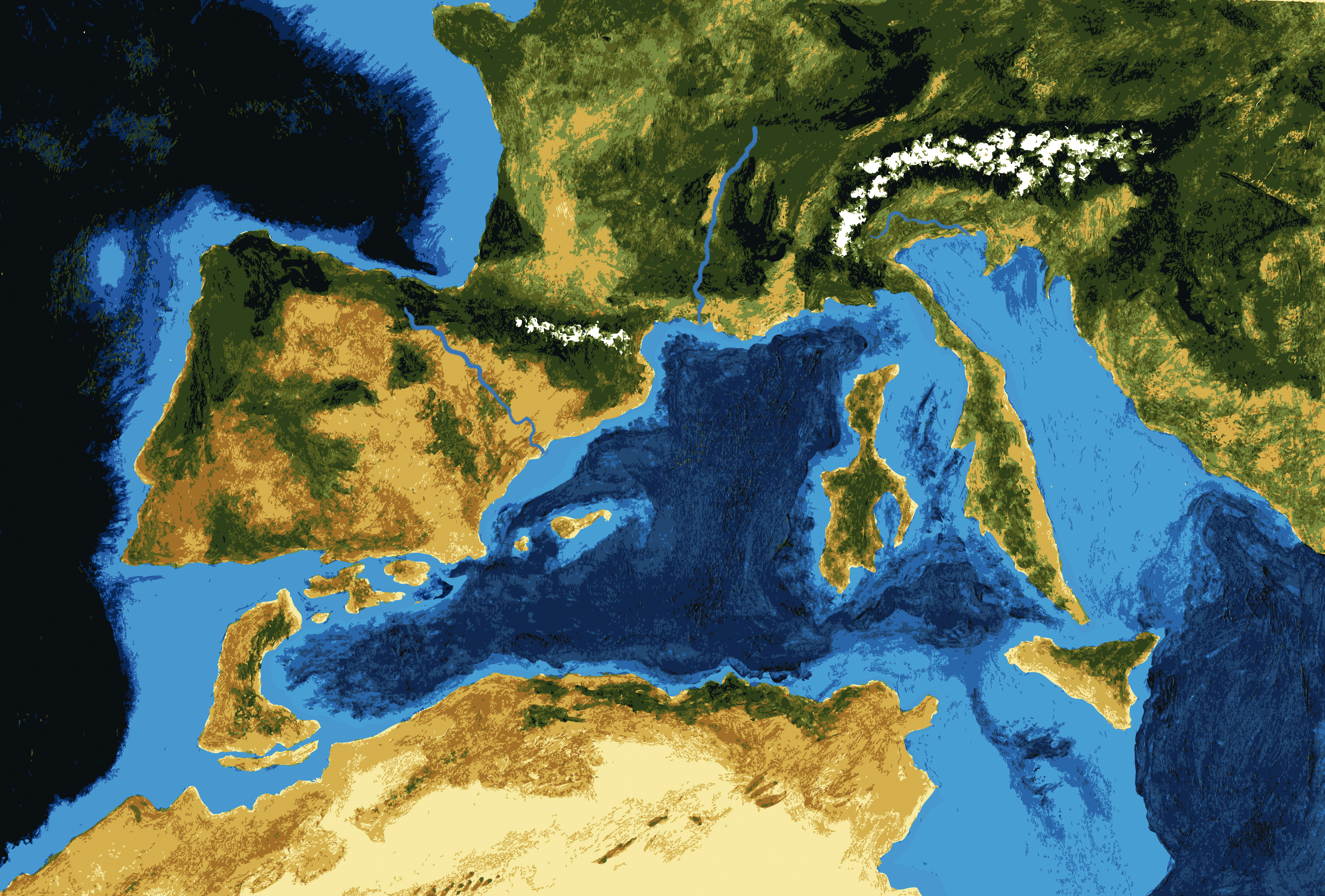
Interpretación artística de la paleogeografía de los canales de comunicación entre el Atlántico y el Mediterráneo hace unos 6.5 millones de años, antes de la crisis salina del Messiniense. La presencia de varios corredores y su profundidad permitía mantener la salinidad del Mediterráneo a niveles normales como ocurre hoy en día gracias a las corrientes del estrecho de Gibraltar.

Entre las posibles causas de la consiguiente clausura de la conexión con el Atlántico, cabe destacar:
- Un levantamiento tectónico de la zona del Arco de Gibraltar (cordilleras Bética y Rifeña), a unas velocidades de unos pocos milímetros por año. Se han propuesto tres posibles situaciones tectónicas para esta región geológica que permitirían explicar este levantamiento:
  - Retirada de la placa subducente (slab rollback) durante una subducción. Se han propuesto distintas teorías para la orientación de dicha subducción.
  - Delaminación mantélica y hundimiento de una capa de la litosfera terrestre en la región.
  - Colapso gravitacional y desgarre de la raíz litosférica de un orógeno anterior al Messiniense.
- Un descenso global del nivel del mar que dejase emergido un istmo entre Europa y África. El nivel del mar era entre 6 y 23 m más bajo que actualmente hace 5,96 Ma y entre 11 y 19 m hace 5,59 Ma (Miller et al., 2005, Science).

El levantamiento isostático de los que fueron estrechos de comunicación con el Atlántico antes de la crisis en respuesta a la eliminación del peso del agua que reposaba sobre la litosfera fue de entre decenas y centenares de metros, contribuyendo así a impedir una pronta reinundación del Mediterráneo. Este levantamiento se conoce como rebote isostático, y es similar al que se observa actualmente en las costas de Escandinavia.

## Evolución de la crisis salina

Hipótesis alternativas de formación de evaporitas durante la crisis messiniense.
a: Deposición diácrona: Las evaporitas (de color rosa) se depositan en las cuencas más cercanas al continente primero, y progresivamente más cerca del Atlántico conforme la extensión del Mediterráneo (azul oscuro) disminuye hacia el estrecho. En azul claro se indica el nivel del mar original.
b: Deposición sincrónica en cuencas marginales. El nivel del mar cae levemente pero la cuenca esta aún conectada con el océano. La entrada de agua es reducida y permite la deposición solo en las cuencas más someras.
c: Deposición sincrónica en toda la cuenca. La clausura o restricción tectónica del paso de agua (gris oscuro) causa deposición de evaporitas simultáneamente en toda la cuenca; la cuenca podría no estar completamente seca, pues las sales se concentran por evaporación.

La evolución de la crisis salina está sujeta actualmente a discusión entre los científicos especialistas. Las principales dificultades residen en la falta de continuidad entre los depósitos messinienses que se observan en tierra (las cuencas marginales) y los que se exploran en el fondo marino mediante métodos geofísicos. Esta falta de continuidad ha dado lugar a multitud de modelos cronológicos de las distintas etapas de la crisis. Las etapas más consensuadas son las siguientes:
- 1) etapa de precipitación de sal en condiciones de cuenca profunda (es decir, con el nivel del mar parecido al actual).
- 2.1) etapa de desecación.
- 2.2) etapa conocida como Lago-Mare, que incluye la alternancia de rocas y fósiles marinos con evidencias de agua dulce. La cronología de esta etapa en relación con la 2 no está clara y pudo ser posterior o simultánea.

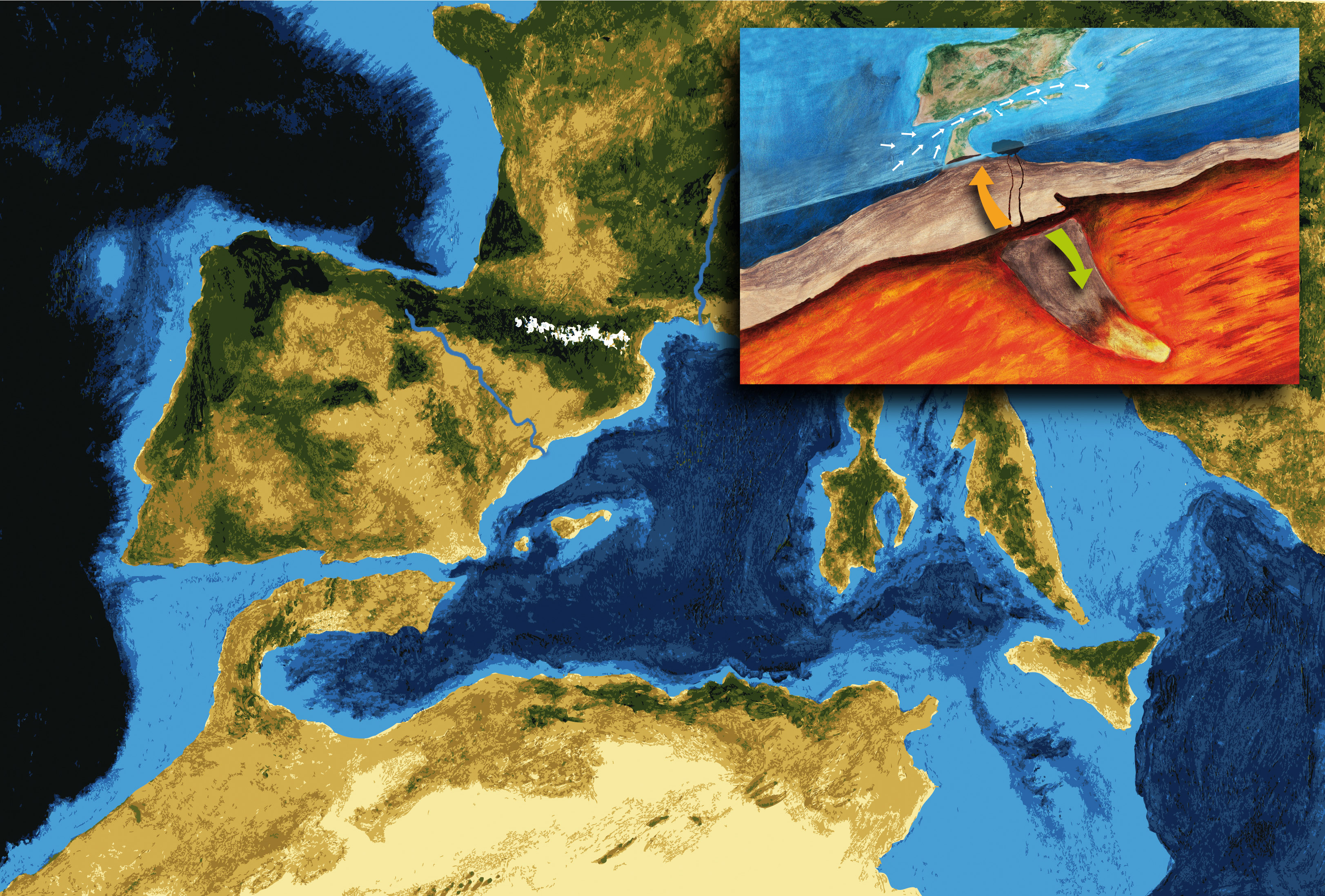
Último canal de conexión entre el Atlántico y el Mediterráneo que sobrevivió al levantamiento del Arco de Gibraltar hace 5,96 millones de años (inicio de la crisis salina). Ese último canal permitió la entrada de aguas atlánticas que compensaran el déficit hídrico del Mediterráneo, que recibe menos agua de los ríos de la que evapora en su superficie. A la vez, el agua entrante produjo suficiente erosión como para evitar que el canal emergiera debido al continuo levantamiento de la cordillera Bética. La clausura de los demás canales de conexión causó la hipersalinidad de las aguas mediterráneas y el inicio de la crisis salina del Messiniense.

Las principales evidencias de la desecación del Mediterráneo vienen de la erosión producida por los principales ríos que drenaban a este mar, y que produjeron enormes gargantas de más de un kilómetro de profundidad, comparables al cañón del Colorado. La marca dejada por esta erosión en el registro sedimentario se ve hoy en día en todo el Mediterráneo, excepto en sus zonas más profundas.
A partir de la reducción de intercambio de agua con el océano (5,95 Ma) comenzó la precipitación de sales en el fondo del Mediterráneo.

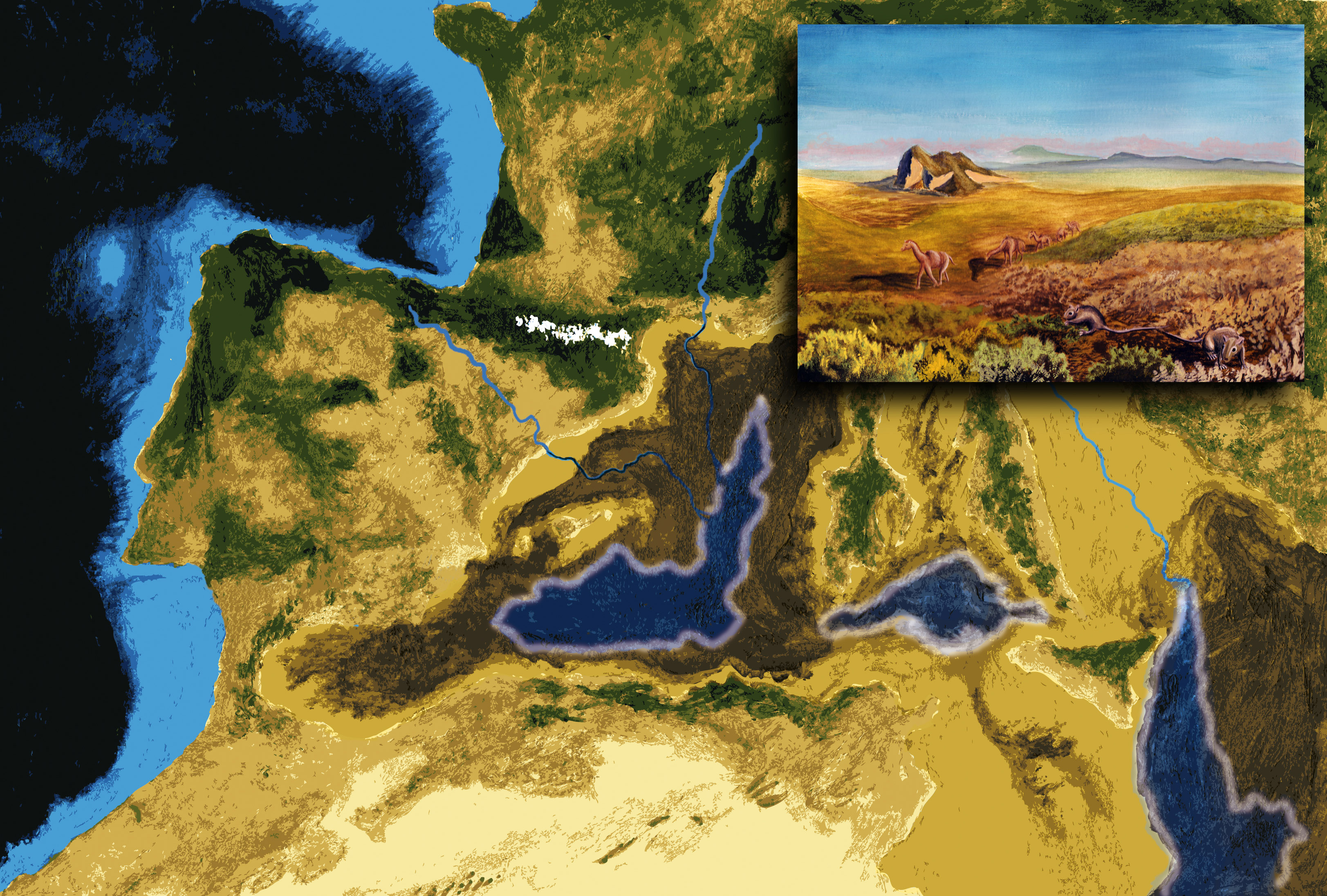
Emersión del último canal de conexión entre el mar Mediterráneo y el océano Atlántico, conduciendo a la desecación completa del primero durante la crisis salina del Messiniense. Los ríos que anteriormente drenaban al Mediterráneo excavaron en los márgenes continentales profundas gargantas erosivas. La evaporación del Mediterráneo condujo a la saturación de la sal en sus aguas y a la precipitación de capas de sal de más de un kilómetro de espesor. En las partes más profundas del mar quedaron lagos donde se evaporaba el agua recogida de la cuenca mediterránea. El recuadro recrea el tránsito de mamíferos a través del Estrecho.

La desecación casi completa del Mediterráneo (5,59-5,33 Ma) provocó un levantamiento isostático de la costa y el fondo de todo el Mediterráneo de entre decenas y centenares de metros para compensar la descarga del agua.
Los ríos que pasaron a recorrer el fondo marino produjeron gargantas en el sedimento marino que superaron los 1000 m de profundidad.

## Final de la crisis: la inundación zancliense

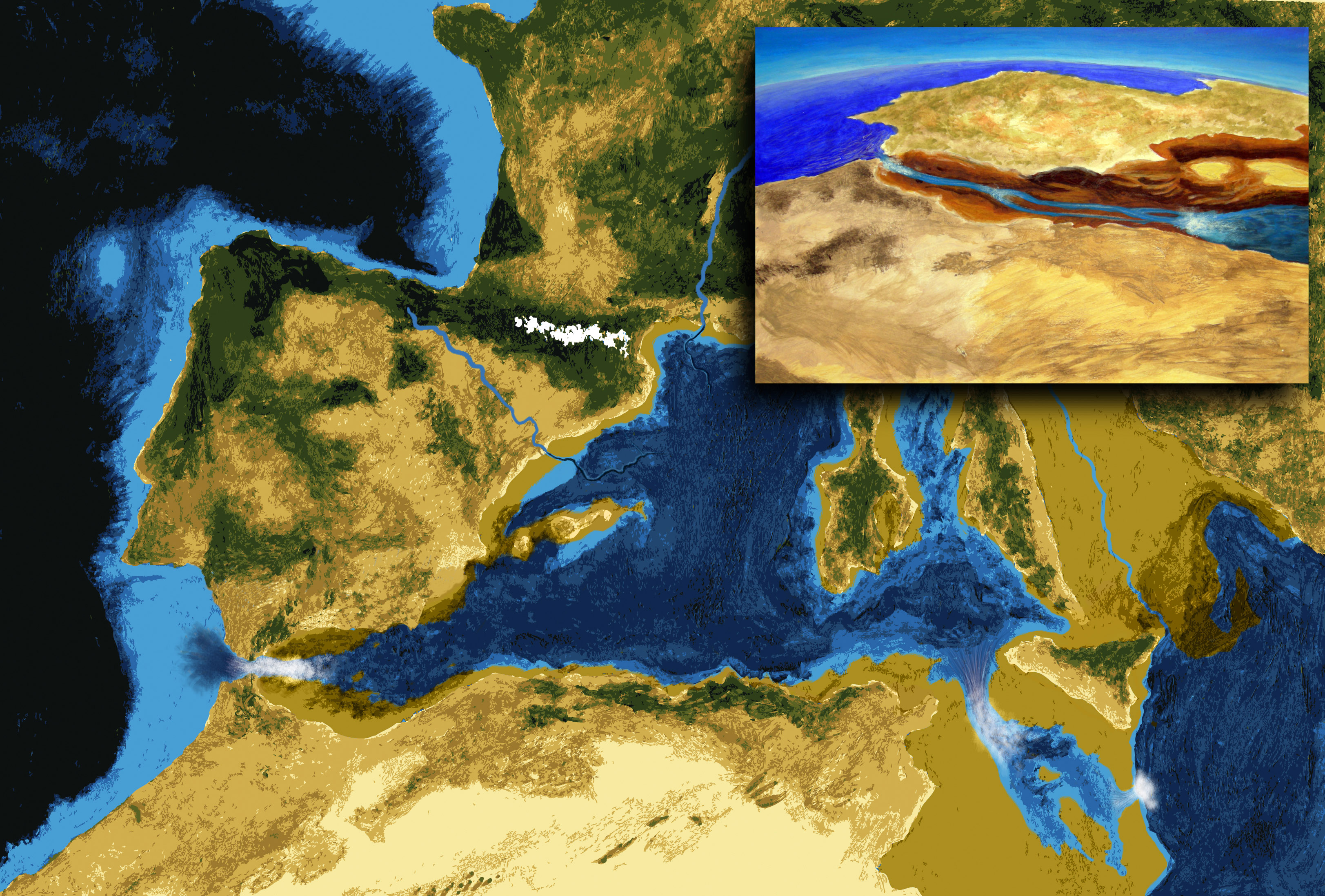
Interpretación artística de la inundación del Mediterráneo por aguas atlánticas hace 5,3 millones de años, poniendo fin a la crisis salina del Messiniense. La entrada de agua se produjo a través del estrecho de Gibraltar y al colmatar la cuenca mediterránea occidental pasó a inundar la oriental, probablemente a través del actual canal de Sicilia.

La conexión definitiva del Mediterráneo con el océano hace 5,33 Ma se conoce como la inundación zancliense y pudo deberse a:
- La captura del océano Atlántico por erosión remontante efectuada por ríos establecidos durante la crisis en el actual mar de Alborán.
- Un ascenso global del nivel del mar que desbordase la barrera topográfica que separaba el Atlántico y el Mediterráneo en la zona del estrecho de Gibraltar.
- Un descenso topográfico de origen tectónico en la zona del estrecho de Gibraltar.

La duración de la inundación pudo ser de entre pocos años y decenas de miles de años. Actualmente el estrecho de Gibraltar tiene una profundidad de 284 m en el Umbral de Camarinal (punto de ensilladura, es decir, la isóbata o curva de nivel más somera que cruza el estrecho). Estudios recientes con ocasión de los trabajos preliminares para la construcción de un túnel submarino bajo el estrecho de Gibraltar han descubierto un canal erosivo «rellenado por sedimentos poco consolidados» de unos 500 m de profundidad, 8 km de anchura y unos 200 km de longitud que conectó el océano Atlántico con el mar de Alborán, entonces separados por unos 1500 m de desnivel, y ocasionando «la mayor inundación de la historia». El mar Mediterráneo pudo llegar a llenarse a un ritmo de unos 10 m diarios de subida de nivel. La morfología del fondo actual del estrecho es debida en buena parte a la erosión producida por la inundación.
Una subida en el nivel del océano Atlántico hace 5,33 Ma podría haber contribuido a iniciar la inundación, aunque otros mecanismos propuestos incluyen la erosión del umbral de Gibraltar durante la exposición del fondo del Mediterráneo durante la crisis, la degradación de esa barrera topográfica debido a la actividad de fallas, o la subsidencia de todo el Arco de Gibraltar en respuesta a fenómenos radicados en el manto terrestre. La inundación vino seguida de movimientos verticales isostáticos de subsidencia para compensar el peso del agua acumulada en el Mediterráneo.
Un pequeño desbordamiento inicial del Atlántico en el estrecho (generado por una marea anómalamente alta o un pequeño tsunami, por ejemplo) produjo probablemente un primer vertido de agua hacia el Mediterráneo desecado, a lo largo de un canal con mucho desnivel (el fondo del mar de Alborán está actualmente a más de 1000 m de profundidad). La erosión del lecho de un curso de agua es proporcional a la pendiente del mismo. En cambio, la fuente de agua oceánica era muy grande y su nivel permanecía insensible a la pérdida de agua a través del estrecho, de forma que cada centímetro de erosión en el punto de ensilladura implica un centímetro más de paso para el agua. Este efecto de retroalimentación entre erosión y descarga de agua probablemente aceleró el proceso de inundación produciendo velocidades del agua que debieron alcanzar varios centenares de km por hora. Los nuevos estudios, publicados en Nature, indican que el mar Mediterráneo tardó en llenarse de unos meses a dos años.

## Influencia cultural
- Atlantropa, un gigantesco proyecto de ingeniería con el objetivo de aislar el Mediterráneo y el Atlántico mediante un dique, y así poder desecar parcialmente el primero. Fue ideado por el ingeniero alemán Herman Sörgel en la década de los 1920.
- En 1920, H. G. Wells publicó un libro de historia donde sospechaba que el Mediterráneo había sido desecado y luego inundado a través del estrecho, creyendo que esto sucedió hace entre 30 000 y 10 000 años.[13]